# Distretto di Písek
Il distretto di Písek (in ceco okres Písek) è un distretto della Repubblica Ceca nella regione della Boemia Meridionale. Il capoluogo di distretto è la città di Písek.

## Geografia antropica
Il distretto conta 75 comuni:

### Città
- Milevsko
- Mirotice
- Mirovice
- Písek
- Protivín

### Comuni mercato
- Sepekov

### Comuni
- Albrechtice nad Vltavou
- Bernartice
- Borovany
- Boudy
- Božetice
- Branice
- Cerhonice
- Chyšky
- Čimelice
- Čížová
- Dobev
- Dolní Novosedly
- Drhovle
- Heřmaň
- Horosedly
- Hrazany
- Hrejkovice
- Jetětice
- Jickovice
- Kestřany
- Kluky
- Kostelec nad Vltavou
- Kovářov
- Kožlí
- Králova Lhota
- Křenovice
- Křižanov
- Kučeř
- Květov
- Lety
- Minice
- Mišovice
- Myslín
- Nerestce
- Nevězice
- Okrouhlá
- Olešná
- Orlík nad Vltavou
- Osek
- Oslov
- Ostrovec
- Paseky
- Podolí I
- Probulov
- Přeborov
- Předotice
- Přeštěnice
- Putim
- Rakovice
- Ražice
- Skály
- Slabčice
- Smetanova Lhota
- Stehlovice
- Tálín
- Temešvár
- Varvažov
- Veselíčko
- Vlastec
- Vlksice
- Vojníkov
- Vráž
- Vrcovice
- Záhoří
- Zbelítov
- Zběšičky
- Zhoř
- Zvíkovské Podhradí
- Žďár